# Gulur Amanikere, Tumkur
Gulur Amanikere là một làng thuộc tehsil Tumkur, huyện Tumkur, bang Karnataka, Ấn Độ.